# Kenny Easley
Kenneth Mason Easley, Jr. (Chesapeake, 15 gennaio 1959) è un ex giocatore di football americano statunitense che ha giocato nel ruolo di strong safety nella National Football League (NFL) per sette stagioni durante gli anni 80. Nel 2017 è stato introdotto nella Pro Football Hall of Fame.
Easley al college giocò a football ad UCLA venendo nominato tre volte All-American. Scelto nel corso nel primo giro nel Draft NFL 1981, egli giocò l'intera carriera professionistica con i Seattle Seahawks dal 1981 al 1987. È considerato uno dei più grandi giocatori dei Seahawks di tutti i tempi ed una delle migliori safety della storia della NFL.
Nel 1984, Easley vinse il premio di miglior difensore dell'anno della NFL assegnato dall'Associated Press. Fu inserito quattro volte nella formazione ideale della stagione All-Pro e convocato per il Pro Bowl cinque volte nel corso della sua carriera. La carriera di Easley terminò prematuramente dopo la stagione 1987 quando gli fu diagnosticata una grave disfunzione a un rene.

## Carriera professionistica

### Seattle Seahawks
Easley fu scelto come quarto assoluto nel draft 1981 dai Seahawks, con i quali partì subito come safety titolare nella sua stagione da rookie. Quell'anno vinse il titolo di miglior difensore rookie della AFC, dopo aver registrato tre intercetti per 155 yard ed un touchdown. Nel 1983, i Seahawks assunsero l'ex allenatore dei Buffalo Bills Chuck Knox ed Easley divenne immediatamente il perno della sua difesa. Nella sua prima stagione sotto la direzione di Knox, Easley fu votato come difensore dell'anno della AFC e fece registrare sette intercetti. Nel 1984 guidò la National Football League in intercetti con dieci, due dei quali ritornati in touchdown e vinse il premio di miglior difensore della lega. Dopo la stagione, Easley firmò un contratto quinquennale per rimanere coi Seahawks del valore di 650.000 dollari l'anno più gli incentivi. Il contratto lo rese uno dei più pagati difensori della lega.
Easly rimase infortunato per la maggior parte della stagione 1986. Si infortunò al ginocchio contro i San Diego Chargers ad ottobre e in seguito perse il resto della stagione per un'operazione alla caviglia subita a novembre. A dicembre, Easley fu il protagonista di voci secondo cui i Seahawks avrebbero voluto scambiarlo coi Tampa Bay Buccaneers, possessori della prima scelta assoluta del draft 1987, per scegliere il quarterback Vinny Testaverde.
Nel 1987, Easley fu il rappresentante dei giocatori dei Seahawks durante lo sciopero della NFL di quell'anno. Una volta che lo scioperò terminò, Easley ebbe un'annata negativa e la difesa dei Seahawks scese al 25º posto nella lega. La sua ultima gara fu una sconfitta 23-20 contro gli Houston Oilers ai supplementari durante i playoff '88. Prima della stagione 1988, i Seahawks offrirono Easley ai diverse franchigie per ottenere un quarterback. Il declino nel gioco di Easley, parzialmente dovuto al suo impegno durante lo sciopero ed alla crescita della sua riserva, Paul Moyer, resero Easley cedibile. I Seahawks scambiarono Easley coi Phoenix Cardinals per il quarterback Kelly Stouffer. Nei test fisici effettuati prima di rendere lo scambio ufficiale, a Easley fu diagnosticata una disfunzione a un rene. L'affare dovette essere annullato ed Easley annunciò il suo ritiro pochi mesi dopo. Egli portò avanti una causa legale contro i Seahawks, il preparatore della squadra e i suoi dottori dicendo che un'overdose di Advil somministrata per curare un infortunio alla caviglia pochi anni prima gli avevano fatto ammalare il rene, come fu in seguito confermato nel processo. Egli ricevette un nuovo rene due anni dopo allo University of Washington Medical Center.
Nei suoi sette anni di carriera, Easley mise a segno 32 intercetti per 538 yard e 3 touchdown, oltre a ritornare 27 punt per 302 yard. Nel 2002 Easley fu eletto nel Seattle Seahawks Ring of Honor. Fu anche inserito nella formazione ideale della NFL degli anni 1980.
Fino al 2003, Easley fu co-proprietario di una franchigia di football semi-professionistica, i Norfolk Nighthawks. Attualmente è un imprenditore. Nel 2017, dopo l'introduzione nella Pro Football Hall of Fame, i Seahawks ritirarono il suo numero 45, il quarto giocatore della storia della franchigia a ricevere tale onore.

## Palmarès
- Miglior difensore dell'anno della NFL: 1

1984
- Convocazioni al Pro Bowl: 5

1982, 1983, 1984, 1985, 1987
- First-team All-Pro: 4

1982, 1983, 1984, 1985
- Second-team All-Pro: 1

1987
- Leader della NFL in intercetti:1

1984
- PFWA All-Rookie Team - 1981
- Formazione ideale della NFL degli anni 1980
- Formazione ideale del 35º anniversario dei Seahawks
- 50 migliori giocatori del 50º anniversario dei Seahawks
- Seattle Seahawks Ring of Honor
- Pro Football Hall of Fame (classe del 2017)
- Numero 45 ritirato dai Seattle Seahawks
- Numero 5 ritirato dagli UCLA Bruins